# الفانوس الأخضر

الفانوس الأخضر (بالإنجليزية: Green Lantern) هو اسم لعدة أبطال خارقون يظهرون في القصص المصورة التي تنشر بواسطة شركة دي سي كومكس ظهر الفانوس الأخضر الأول آلن سكوت في تاريخ (يوليو 1940).
كل فانوس أخضر يمتلك خاتم القوة (Power Ring) وقدرة فانوسية تعطي المستخدم القدرة على التحكم بجاذبية الأرض طالما حامل الخاتم لديه العزيمة والقوة لحمله، يعتبر الخاتم أقوى الأسلحة في الكون ويمكن أن يكون خطير إذا وقع تحت الأيدي الخطأ.

## تاريخ النشر

أول ظهور للفانوس الأخضر في في مجلة الكومكس (All-American Comics#16) يوليو 1940

بدأت القصة في عام 1940 عندما كان الرسام الشاب «مارتن نودل» واقفا في إحدى محطات السكة الحديد، ولاحظ أن العمال يحملون فانوسا أحمر (علامة الخطر) ليحذروا القطارات القادمة أن هناك إصلاحات تجري في المحطة وعليهم التزام الحذر. وما أن انتهت الإصلاحات حتى رفع العمال علامة الأمان.... فانوسا أخضر.
و بما أن حمى الأبطال الجبابرة كانت منتشرة وقتها بين الرسامين وشركات الكومكس، فقد طرأت في ذهن الرسام الشاب فكرة....
لم لا يقدم بطلا جديدا يكون شعاره ما ارتبط في ذهن الرسام بعلامة الأمان....... الفانوس الأخضر؟
و هكذا هرع «نودل» إلى شركة DC Comics التي أعجبتها الفكرة، فقامت بتعريفه بالكاتب «بيل فينجر» (الذي شارك أيضا في ابتكار شخصية «الوطواط») وأمرتهما بتكوين فريق ثنائي. وهكذا ولدت الأسطورة.

## تعريف بالشخصيات
«آلن سكوت». فانوس العصر الذهبي:

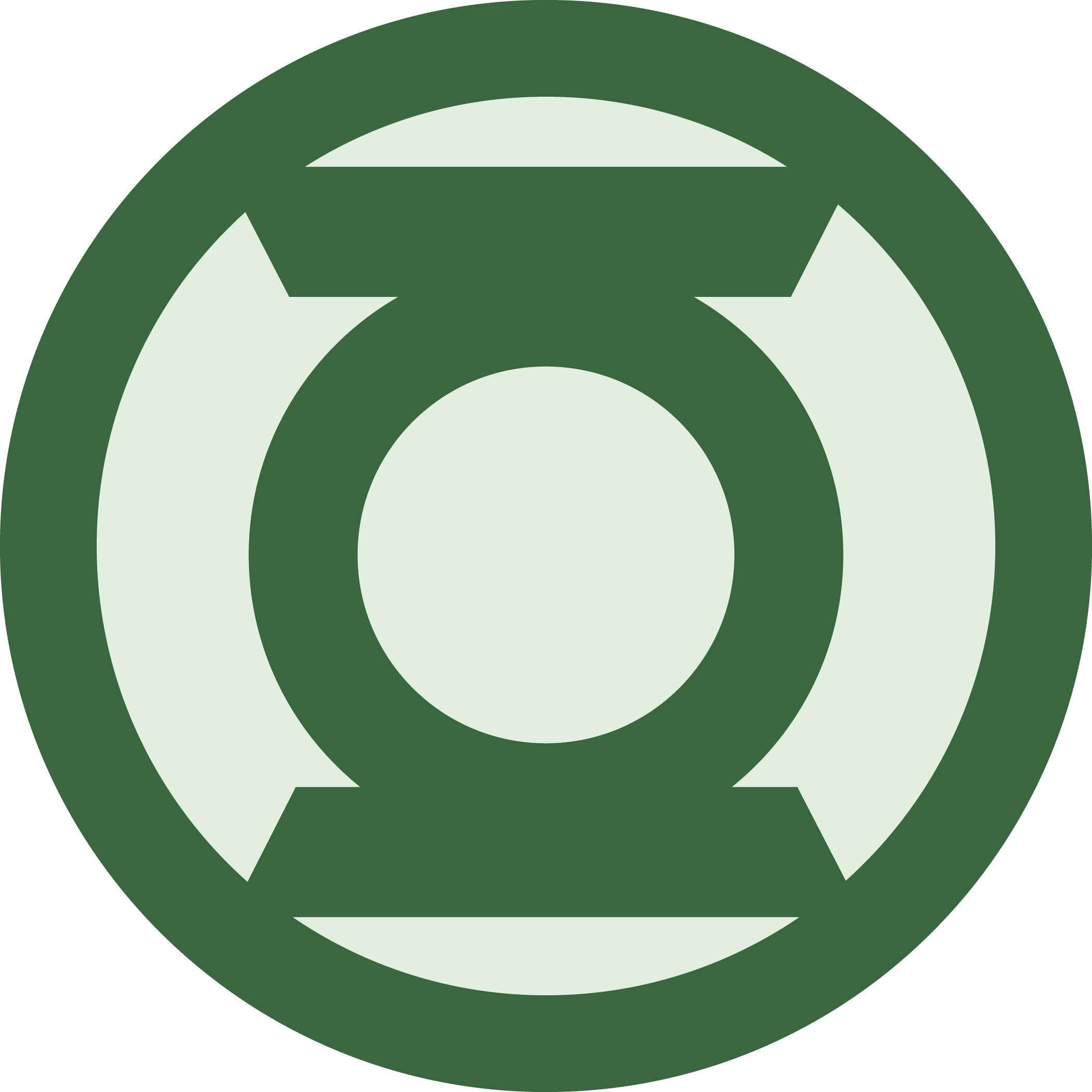
الفانوس الأخضر هو اسم لعدة أبطال خارقين وهو الذي وقع في يد مهندس شاب يدعى «آلن سكوت»

كانت الفكرة التي ابتكرها الاثنان هي انه - ومنذ آلاف السنين - سقط نيزك سحري عجيب، يلتهب باللون الأخضر على الصين القديمة. وعند هبوطه رآه أحد الرهبان – ويدعى «تشانج» – وعندما اقترب منه سمع اللهب الأخضر يقول بصوت عميق:
«سأضيء ثلاث مرات.... مرة تجلب الموت... ومرة تجلب الحياة... ومرة تجلب القوة».
قام الراهب «تشانج» بأخذ النيزك وتشكيله على هيئة مصباح. وبعدها عندما مات «تشانج» مقتولا على أيدي بعض القرويين، أضاء المصباح بقوة شديدة وخرجت منه أشعة مهلكة أدت إلى وفاة القتلة جميعا. وهكذا تحقق الجزء الأول من النبوءة.
و بعدها بعدة آلاف من السنين، وجد المصباح أحد المرضى المختلين عقليا. ولأن هذا المختل كان يهوى النحت، فقد قام بإعادة تشكيل المصباح، ولكن على صورة أخرى نعرفها جميعا...... «الفانوس الأخضر».
و نعرف بعدها أنه كان لأشعة الفانوس دور هام في شفاء هذا المختل واسترجاعه لعقله. وهكذا تحقق الجزء الثاني من النبوءة، بأن منح هذا المجنون – سابقا – «حياة» جديدة بسبب ضوء الفانوس.
ثم نصل للعصر الحديث، وبعد كارثة تعرض لها قطار ركاب، وقع الفانوس هذه المرة في يد مهندس شاب يدعى «آلن سكوت». قام الفانوس بالاتصال تخاطريا بصديقنا الشاب وروى له القصة السابقة، ثم أمره بتشكيل خاتم من معدن الفانوس واستخدامه لإنقاذ الركاب. نفذ «آلن» المهمة، ولم يكتف فقط بإنقاذ الركاب، بل قام أيضا بالقبض على المجرم المتسبب في الحادثة وإجباره على الاعتراف ليلقى جزاءه العادل.
و بعدما أدرك «آلن سكوت» مقدار القوة التي صار يملكها، قرر استخدامها في فعل الخير والتصدي للجريمة. وهكذا ولد بطل جديد.

## القَسم
كان خاتم «آلن سكوت» يحتاج إلى الشحن كل 24 ساعة. ولشحنه كان عليه أن يقرب خاتمه من الفانوس ويردد القسم التالي:
«سأرسل الضوء على ظلام الشر. لأن الظلمات لا يمكنها احتمال النور... نور الفانوس الأخضر».
طبعا من الواضح أنه يختلف كثيرا عن القسم الشهير والذي سيردده «هال جوردن» فيما بعد، إلا أن المعنى العام متقارب..

## نقطة ضعفه
كانت نقطة ضعف الخاتم غريبة قليلا لأن الخاتم كان يعتمد على اللون الأخضر، واللون الأخضر لون النبات، كان لا يمكن للخاتم التأثير على أي شيء ذو أصل نباتي وبالأخص الخشب، فبالرغم من كل قوى «آلن سكوت» المذهلة، إلا أنه يمكنك – ببساطة – أن تحمل «شومة» خشبية غليظة وتهشم بها رأسه، ولن يستطيع الدفاع عن نفسه، بالطبع ليست الأمور بهذه البساطة، فيمكنه دائما أن يحمل سيارة مثلا (أو أي شيء معدني آخر)، ويحولك بها إلى عجين، دون أن يضطر لاستخدام أشعة الخاتم على «الشومة» مباشرة. إلا أنها تظل نقطة ضعف غير هينة.